# 降冰片二烯四羰基钼

降冰片二烯四羰基钼是一种有机钼化合物，化学式为(C7H9)Mo(CO)4。它是黄色挥发性的固体，可由六羰基钼的热取代或光化学取代制得。它是L2Mo(CO)4型衍生物的前体，这是利用了二烯配体的易离去特性：
(C7H9)Mo(CO)4  +  2 L  →   C7H9  +  L2Mo(CO)4